# Criterio de Cartan
En matemáticas, el criterio de Cartan da condiciones para que un álgebra de Lie en característica 0 sea solucionable, lo que implica un criterio relacionado para que el álgebra de Lie sea semisimple. Se basa en la noción de forma Killing, una forma bilineal simétrica en {\displaystyle {\mathfrak {g}}} definido por la fórmula
{\displaystyle B(u,v)=\operatorname {tr} (\operatorname {ad} (u)\operatorname {ad} (v)),}
donde tr denota la traza de un operador lineal. El criterio fue introducido por Élie Cartan (1894). 

## Criterio de Solubilidad de Cartan
El criterio de Cartan para los estados de solubilidad:
Una subálgebra de mentira {\displaystyle {\mathfrak {g}}} de endomorfismos de un espacio vectorial de dimensión finita sobre un campo de característica cero tiene solución si y sólo si {\displaystyle \operatorname {tr} (ab)=0} cuando sea {\displaystyle a\in {\mathfrak {g}},b\in [{\mathfrak {g}},{\mathfrak {g}}].}
El hecho de que {\displaystyle \operatorname {tr} (ab)=0} en el caso solucionable se sigue del teorema de Lie que pone {\displaystyle {\mathfrak {g}}} en la forma triangular superior sobre el cierre algebraico del campo terrestre (la traza se puede calcular después de extender el campo terrestre). Lo contrario se puede deducir del criterio de nilpotencia basado en la descomposición de Jordan-Chevalley, como se explica allí.
Aplicando el criterio de Cartan a la representación adjunta se obtiene:
Un álgebra de Lie de dimensión finita {\displaystyle {\mathfrak {g}}} sobre un campo de característica cero es solucionable si y sólo si {\displaystyle K({\mathfrak {g}},[{\mathfrak {g}},{\mathfrak {g}}])=0} (donde K es la forma de matar).

## El criterio de Cartan para la semisimplicidad
El criterio de Cartan para la semisimplicidad establece:
Un álgebra de Lie de dimensión finita {\displaystyle {\mathfrak {g}}} sobre un campo de característica cero es semisimple si y solo si la forma Killing no es degenerada.
Jean Dieudonné (1953) dio una prueba muy breve de que si un álgebra de Lie de dimensión finita (en cualquier característica) tiene una forma bilineal invariante no degenerada y no tiene ideales abelianos distintos de cero, y en particular si su forma Killing no es degenerada, entonces es una suma de álgebras de Lie simples.
Por el contrario, del criterio de solubilidad de Cartan se deduce fácilmente que un álgebra semisimple (en la característica 0) tiene una forma Killing no degenerada.

## Ejemplos
Los criterios de Cartan fallan en su característica {\displaystyle p>0} ; Por ejemplo:
- el álgebra de mentira {\displaystyle \operatorname {SL} _{p}(k)} es simple si k tiene una característica distinta de 2 y tiene una forma de Matar que desaparece, aunque tiene una forma bilineal invariante distinta de cero dada por {\displaystyle (a,b)=\operatorname {tr} (ab)}.
- el álgebra de mentira con base {\displaystyle a_{n}} para {\displaystyle n\in \mathbb {Z} /p\mathbb {Z} } y bracket [ai,aj] = (i − j) a i + j es simple para {\displaystyle p>2} pero no tiene forma bilineal invariante distinta de cero.
- Si k tiene la característica 2 entonces el producto semidirecto gl2(k).k2 es un álgebra de Lie que se puede resolver, pero la forma Killing no es idénticamente cero en su álgebra derivada sl2(k).k2.

Si un álgebra de Lie de dimensión finita es nilpotente, entonces la forma Killing es idénticamente cero (y, de manera más general, la forma Killing desaparece en cualquier ideal nilpotente). Lo contrario es falso: hay álgebras de Lie no nilpotentes cuya forma Killing desaparece. Un ejemplo lo da el producto semidirecto de un álgebra de Lie abeliana V con un álgebra de Lie unidimensional que actúa sobre V como un endomorfismo b tal que b no es nilpotente y Tr(b2) = 0.
En la característica 0, cada álgebra de Lie reductiva (una que es una suma de álgebras de Lie abelianas y simples) tiene una forma bilineal simétrica invariante no degenerada. Sin embargo, lo contrario es falso: un álgebra de Lie con una forma bilineal simétrica invariante no degenerada no tiene por qué ser una suma de álgebras de Lie simples y abelianas. Un contraejemplo típico es G = L [t]/tnL[t] donde n >1, L es un álgebra de Lie compleja simple con una forma bilineal (,), y la forma bilineal en G viene dada tomando el coeficiente de t n−1 de la forma bilineal valorada en C[t] en G inducida por la forma en L. La forma bilineal no es degenerada, pero el álgebra de Lie no es una suma de álgebras de Lie simples y abelianas.